# Dorfkirche Schleuß

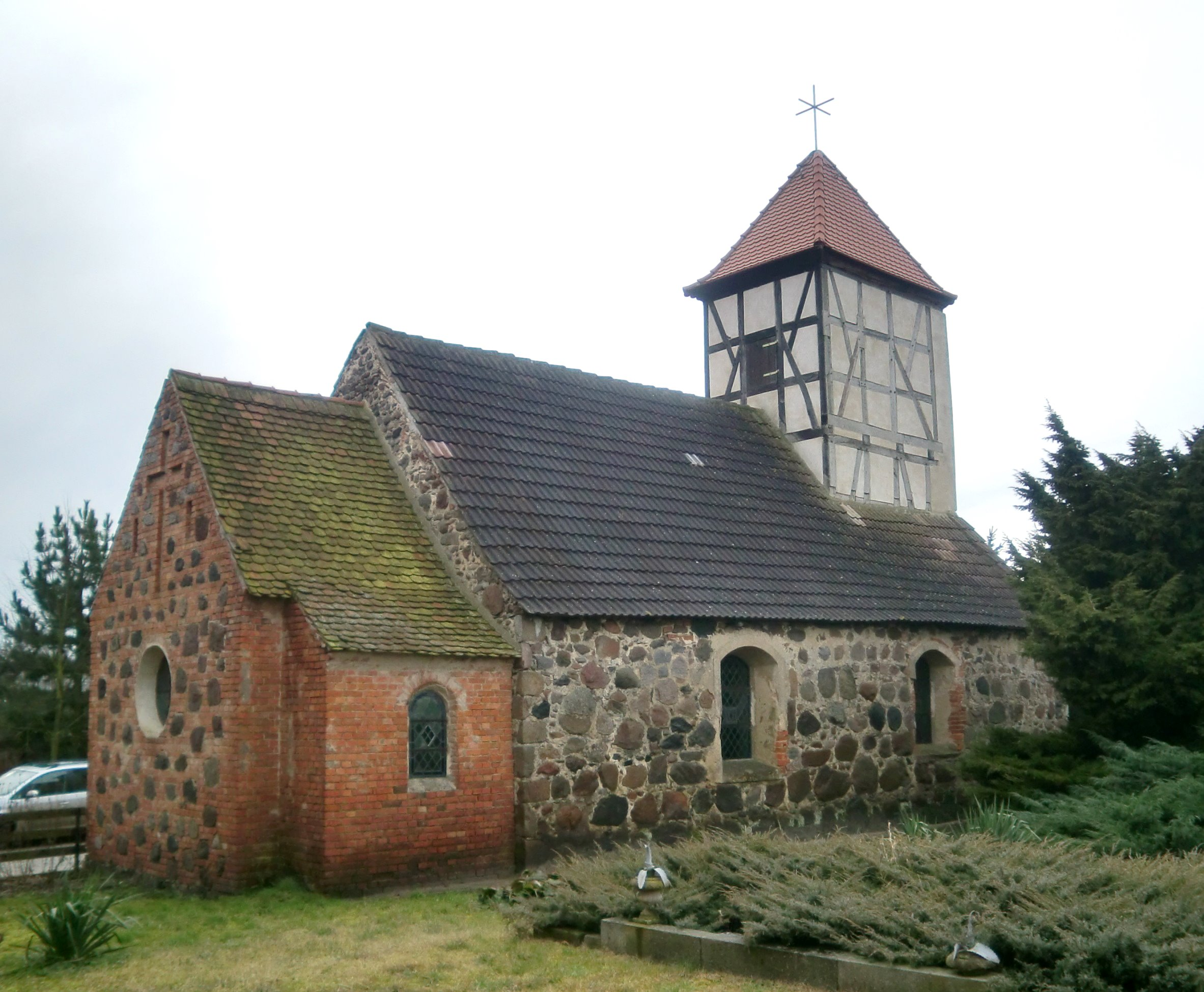
Dorfkirche Schleuß – Blick von Nordosten

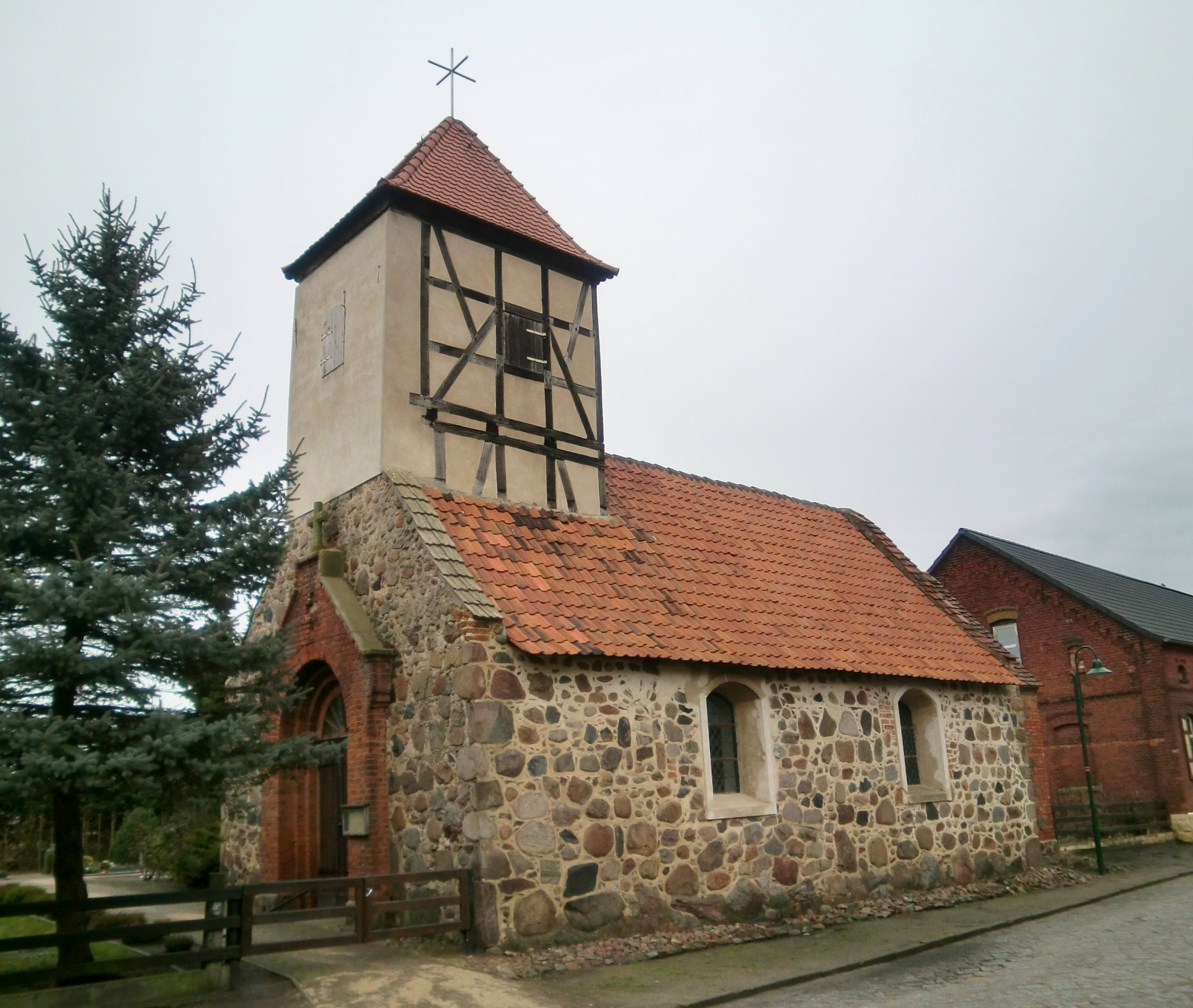
Blick aus südwestlicher Richtung

Die Dorfkirche Schleuß ist die evangelische Kirche des zur Stadt Tangerhütte gehörenden Dorfes Schleuß in der Altmark in Sachsen-Anhalt in Deutschland. Sie gehört zum Pfarrbereich Lüderitz im Kirchenkreis Stendal der Evangelischen Kirche in Mitteldeutschland.

## Architektur und Geschichte
Die verhältnismäßig kleine auf rechteckigem Grundriss aus Feldsteinen errichtete Kirche ist romanischen Ursprungs. Sie entstand in der ersten Hälfte des 13. Jahrhunderts. Die Patronatsrechte lagen ab 1551 bei der Universität Frankfurt, später bei der Universität Breslau. An der Westwand der Kirche befand sich ursprünglich ein Glockengiebel. 1664 wurde an die Westwand ein Kirchturm angebaut, der auch den Glockengiebel mit einbezog. Vom ehemaligen Glockengiebel sind heute noch zwei zugemauerte spitzbogig ausgeführte Nischen zu erkennen. Dieser in Fachwerkbauweise errichtete Turm wurde wegen Baufälligkeit 1793 sowohl an seinem Fachwerk als auch an der mit Backsteinen erfolgten Fachwerkausmauerung erneuert. Ein Jahr später folgte eine Ausbesserung des Kirchendachs. Bereits Ende des 17. Jahrhunderts wurden die Fenster vergrößert.
1912 wurde an der Ostseite des Kirchenschiffs ein kleiner kreuzgratgewölbter Chor angefügt. Zugleich fand eine Erneuerung der Fenster sowie des Westportals statt. Das Westportal erhielt hierbei eine Umrahmung aus Backstein. Zugleich wurden Holzbalken umkleidet. Eine nochmalige Sanierung des Dachs fand 1967 statt.

## Innengestaltung
Das Kircheninnere ist mit einer flachen Holzbalkendecke versehen, die nach einer aufgebrachten Jahreszahl auf das Jahr 1694 zurückgeht. In der Kirche befand sich ein 1754 von Hans Ludike geschaffener barocker Kanzelaltar, von dem jedoch nur der Kanzelkorb mit kräftigen Schnitzereien erhalten ist. Weitere Teile wie der Schalldeckel und Reste von Akanthusschnitzereien liegen auf dem Dachboden der Kirche. Das Kirchengestühl stammt aus dem Jahr 1912.
Die roten Äpfel am Altar erinnern daran, dass aus der Schmiede früher am ersten Weihnachtstag dem Prediger drei rote Äpfel geschickt werden mussten aufgrund eines Gelübtes zum Marienbild in der Mitte der Altartafel, so schilderte es Beckmann im Jahre 1753.